# Çaltılıbük, Mustafakemalpaşa
Çaltılıbük là một xã thuộc huyện Mustafakemalpaşa, tỉnh Bursa, Thổ Nhĩ Kỳ. Dân số thời điểm năm 2011 là 348 người.